# MEET THE WORLD BEAT
MEET THE WORLD BEAT（ミート ザ ワールド ビート）とは、FM802が主催している野外音楽フェスティバルである。

## 概要
- 「ラジオで音楽を伝え、ライブでアーティストを伝える」というコンセプトのもと、1990年に誕生し、以降、毎年夏に開催されている[1]。
- 第1回は入場有料であったが、その後は応募抽選形式による入場無料のイベントとなり、2023年以降は再び有料イベントとなった。
- ライブの模様はスペースシャワーTVで生中継される。また、主催者であるFM802でも後日ダイジェスト特番が放送される。
- ラジオで注目されている新人（過去にMr.Children、レミオロメン、Superflyなど）や、当日発表のシークレットゲストなどが注目されている。WORLD BEATと冠されているものの、海外ミュージシャンが出演するわけではない。

## 詳細
| タイトル                 | 開催日        | 出演者 | 備考                                   |
| ------------------------ | ------------- | --- | -------------------------------------- |
| MEET THE WORLD BEAT      | 1990年8月4日  | 上々颱風・PJ with SLY & ROBBIE・KUSU KUSU・KARAPANA・GONTITI・東京スカパラダイスオーケストラ・BO GUMBOS | 入場者数：10,000人                     |
| MEET THE WORLD BEAT'91   | 1991年7月28日 | CHICA BOOM・ORIGINAL LOVE・NED DOHENY・BEGIN・GONTITI with 東京スカパラダイスオーケストラ＆小川美潮・ORQUESTA DE LA LUZ・BAHO | 応募者数：30,168通 入場者数：16,000人  |
| MEET THE WORLD BEAT'92   | 1992年7月26日 | THRILL・リクオ＆ロッテンハッツ・CHICA BOOM・アスカル・モレーノ・GONTITI & SANDII・J-WALK・RANDY CRAWFORD with 石田長生・鈴木雅之 guest佐藤竹善、安藤秀樹                                                                             | 入場者数：18,000人                     |
| MEET THE WORLD BEAT'93   | 1993年7月25日 | KAN・Mr.Children・CHARA・SHAGGY・吉田美奈子・SING LIKE TALKING・J-WALK | 入場者数：18,500人                     |
| MEET THE WORLD BEAT'94   | 1994年7月24日 | 忌野清志郎・ディアマンテス・ZOUND SYSTEM&石田長生・ザ・タイマーズ・センティメンタル・シティ・ロマンス＆アイジン＆五島良子＆鈴木祥子・ALL 4 ONE・Mr.Children . 山下久美子                                                             | 入場者数：18,000人                     |
| MEET THE WORLD BEAT'95   | 1995年7月23日 | THE YELLOW MONKEY・ザ・ハイロウズ・TUESDAY GIRLS・UA・TOKYO No.1 SOUL SET・PSYCHEDELIX・スピッツ・BOOGIE MAN・スチャダラパー・東京スカパラダイスオーケストラ featuring 高橋幸宏、ミスティ・オールドランド、スリラーU                 | 入場者数：18,000人 応募者数：105,000通 |
| MEET THE WORLD BEAT'96   | 1996年7月28日 | ウルフルズ・JUDY AND MARY・E-ZEE BAND・CLOUDBERRY JAM・ザ・ハイロウズ・奥田民生・忌野清志郎 | 入場者数：20,000人                     |
| MEET THE WORLD BEAT'97   | 1997年7月27日 | 真心ブラザーズ・THIRD EYE BLIND・SOON・斉藤和義・宮本浩次・山崎まさよし・PULSARS・UA・CHARA・コリー・シッパー・ウルフルズ・The Hammonds（矢野顕子+ジェフ・ボーヴァ）・スガシカオ・The Hobo King Band featuring佐野元春               | 入場者数：20,000人                     |
| MEET THE WORLD BEAT'98   | 1998年7月26日 | La'cryma Christi・ゆず・宮本浩次・エレファントラブ・フラワーカンパニーズ・ホフディラン・BAD LOOKS（KAN、直枝政太郎、西嶋正巳、清水淳）・田辺マモル・スガシカオ・ユースケ・サンタマリア with ゆず・渡辺美里・Kiroro・斉藤和義         | 入場者数：15,000人                     |
| MEET THE WORLD BEAT'99   | 1999年7月25日 | the brilliant green・FEEDER・TRICERATOPS・BAHO・スガシカオ・ゆーずけ（ユースケ・サンタマリア＆ゆず）, エレファントカシマシ・SIXPENCE NONE THE RICHER・ゆず・THE BOOM・JAY WALK・スピッツ                                             | 入場者数：15,000人                     |
| MEET THE WORLD BEAT 2000 | 2000年7月30日 | SEX MACHINEGUNS・玲葉奈・杏子・shame・the animalhouse・Keison・SAKURA・山崎まさよし・斉藤和義・矢井田瞳・井上陽水・我那覇美奈・スガシカオ                                                                                            | 入場者数：15,000人                     |
| MEET THE WORLD BEAT 2001 | 2001年7月22日 | くるり・小林建樹・真心ブラザーズ・RIZE・ゆず・DREAMS COME TRUE・忌野清志郎ラフィータフィー・鬼束ちひろ・斉藤和義・バーゲンズ・山崎まさよし・ゴスペラーズ・小坂忠＆フレンズ（細野晴臣、鈴木茂、林立夫、浜口茂外也、佐藤博、佐橋佳幸） | 入場者数：15,000人                     |
| MEET THE WORLD BEAT 2002 | 2002年7月21日 | HY・SUPER BUTTER DOG・VANESSA CARLTON・吾妻光良＆THE SWINGING BOPPERS・町田康&佐藤タイジ・KICK THE CAN CREW・矢井田瞳・PE'Z・元ちとせ・山弦・藤井フミヤ・CATO SALSA EXPERIENCE・THE BOOM                                             | 入場者数：15,000人                     |
| MEET THE WORLD BEAT 2003 | 2003年7月27日 | スガシカオ・レミオロメン・CHAGE and ASKA・MINMI・コブクロ・山崎まさよし・Scoobie Do・平井堅・SAKURA・HY・矢沢永吉・GOING UNDER GROUND・東京スカパラダイスオーケストラ                                                                | 入場者数：16,000人                     |
| MEET THE WORLD BEAT 2004 | 2004年7月25日 | ASIAN KUNG-FU GENERATION・スキマスイッチ・EGO-WRAPPIN'・JANIS IAN・YUKI・Leyona×佐藤タイジ・東京事変・スネオヘアー・RIP SLYME・The Rolling Bloody Jr.High!・ポルノグラフィティ・一青窈・Mr.Children                                  | 入場者数：16,000人                     |
| MEET THE WORLD BEAT 2005 | 2005年7月24日 | Def Tech・nobody knows+・BEAT CRUSADERS・氣志團・Cloudberry Jam・THE PREDATORS・スガシカオ・ザ・ハイロウズ・Jackson vibe・スキマスイッチ・矢井田瞳・真心ブラザーズ・CHEMISTRY                                                        | 入場者数：17,000人                     |
| MEET THE WORLD BEAT 2006 | 2006年7月23日 | ORANGE RANGE・ザ・クロマニヨンズ・木村カエラ・salyu・クレイジーケンバンド・ゴスペラッツ・m-flo guest.melody.・加藤ミリヤ・日之内絵美・Ryohei・押尾コータロー・BENNIE K・風味堂・井上陽水・AI・スキマスイッチ・福耳                   | 入場者数：14,000人                     |
| MEET THE WORLD BEAT 2007 | 2007年7月22日 | KREVA・Superfly・GANGA ZUMBA・秦基博・AI・絢香・Peridots・RIP SLYME・一青窈・スガシカオ・SEAMO・レミオロメン | 入場者数：14,000人                     |
| MEET THE WORLD BEAT 2008 | 2008年7月27日 | HiGE・Aqua Timez・SEAMO・馬場俊英・青山テルマ・秦基博・清水翔太・中島美嘉・アンジェラ・アキ・大橋卓弥・Superfly・いきものがかり・藤井フミヤ                                                                                          | 入場者数：14,000人                     |
| MEET THE WORLD BEAT 2009 | 2009年7月25日 | スガシカオ・lego big morl・HY・monobright・エレファントカシマシ・阿部真央・THE BOOM・山崎まさよし・JUJU guestJAY'ED・スピッツ・ROCK'A'TRENCH・ゆず                                                                                   | 入場者数：14,000人                     |
| MEET THE WORLD BEAT 2010 | 2010年7月25日 | 阿部真央・andymori・UA・THE INSPECTOR CLUZO・NICO Touches the Walls・Aqua Timez・チャットモンチー・AI・植村花菜・KREVA guestSONOMI・THE BAWDIES・スキマスイッチ guest槇原敬之                                                        | 入場者数：14,000人                     |
| MEET THE WORLD BEAT 2011 | 2011年7月24日 | 矢井田瞳・miwa・RHYMESTER・横山剣・スキマスイッチ・マイア・ヒラサワ・SOIL&"PIMP"SESSIONS・CHEMISTRY,AL(小山田壮平と長澤知之によるユニット),加藤ミリヤ・清水翔太・,OKAMOTO'S・MINMI・宮沢和史                                         |                                        |
| MEET THE WORLD BEAT 2012 | 2012年7月29日 | THE BAWDIES・ねごと・lecca・miwa・The SALOVERS・NICO Touches the Walls ・藤巻亮太(シークレット)・The Heartbreaks・秦基博・JUN SKY WALKER(S)・一青窈・斉藤和義                                                                        |                                        |
| MEET THE WORLD BEAT 2013 | 2013年7月28日 | 清水翔太・大橋トリオ・［Champagne］・三浦大知 ・家入レオ・怒髪天・レキシ・グッドモーニングアメリカ・アンジェラ・アキ・flumpool・back number・秦基博                                                                                  |                                        |
| MEET THE WORLD BEAT 2014 | 2014年8月9日  | KANA-BOON、KICK THE CAN CREW、木村カエラ、ケツメイシ、コブクロ、Superfly、東京カランコロン、Nao Yoshioka、ハルカトミユキ、福耳スペシャルユニット（杏子・山崎まさよし・スキマスイッチ・秦基博・さかいゆう）、Rihwa（予定）            | 開催中止                               |
| MEET THE WORLD BEAT 2015 | 2015年8月8日  | back number・SHISHAMO・go!go!vanillas・BEGIN・山崎まさよし・東京カランコロン・chay・BIGMAMA・木村カエラ・キュウソネコカミ・コブクロ                                                                                                  | 途中中止                               |
| MEET THE WORLD BEAT 2016 | 2016年7月17日 | キュウソネコカミ・コブクロ・Shiggy Jr.・ソナーポケット・高橋優・BEGIN・flumpool・BLUE ENCOUNT・フレデリック・三戸なつめ |                                        |
| MEET THE WORLD BEAT 2017 | 2017年7月16日 | 尾崎裕哉・片平里菜・GLIM SPANKY・クリープハイプ・Suchmos・SHISHAMO・福耳(杏子、山崎まさよし、岡本定義(COIL)、あらきゆうこ、元ちとせ、スキマスイッチ、長澤知之、秦 基博、さかいゆう、浜端ヨウヘイ、松室政哉)・藤原さくら・ゆず・RIRI  | 入場者数：14,000人 応募者数：300,000通 |
| MEET THE WORLD BEAT 2018 | 2018年7月22日 | あいみょん・阿部真央・清水翔太・sumika・HY・Mrs.GREEN APPLE・ナオト・インティライミ・Leola・竹原ピストル・GENERATIONS from EXILE TRIBE・松室政哉                                                                                     | 入場者数：14,000人                     |
| MEET THE WORLD BEAT 2019 | 2019年7月21日 | あいみょん・Anly・くるり・SIRUP・Superfly・ナオト・インティライミ・ビッケブランカ・平井大・ベリーグッドマン・Little Glee Monster | 入場者数：14,000人 応募者数：350,000通 |
| MEET THE WORLD BEAT 2020 | 発表なし      | 発表なし | 開催中止                               |
| MEET THE WORLD BEAT 2021 | 2021年6月5日  | Saucy Dog・スガシカオ・ナオト・インティライミ・秦基博・ビッケブランカ・flumpool・マカロニえんぴつ・緑黄色社会 瑛人（出演取りやめ）                                                                                                   | 無観客開催                             |
| MEET THE WORLD BEET 2022 | 2022年5月28日 | AI・Creepy Nuts・go!go!vanillas・高橋優・Vaundy・milet 〈HOT BEAT ACT〉 Kroi・WurtS | 入場者数:14,000人(7000組)              |
| MEET THE WORLD BEAT 2023 | 2023年5月27日 | SHISHAMO・スキマスイッチ・Da-iCE・ナオト・インティライミ・ハンブレッダーズ・ビッケブランカ・yama | 入場者数：14,000人                     |
| MEET THE WORLD BEAT 2024 | 2024年5月18日 | imase・SUPER BEAVER・Da-iCE・東京スカパラダイスオーケストラ・TOMOO・フジファブリック・UNISON SQUARE GARDEN | 入場者数：14,000人                     |
| MEET THE WORLD BEAT 2025 | 2025年5月17日 | アイナ・ジ・エンド・新しい学校のリーダーズ・いきものがかり・Omoinotake・Saucy Dog・Tele・RIP SLYME | 入場者数：14,000人                     |

### 会場
初回
- JR安治川口駅構内イベントスペース

第2回以降
- 万博記念公園もみじ川芝生広場

2021年
- 大阪城ホール（無観客開催）

### 出来事
開催中止
- 2014年 - 台風11号の接近による荒天が予想されたことから、24年の歴史で初めての開催中止が当日朝に発表された。スペースシャワーTVでの生中継や、大阪市内で予定されていたパブリックビューイングなど全ての関連イベントも中止になった。参加予定だった一部アーティストは、当日の生放送番組『Saturday Amusic Islands Morning Edition』および『Afternoon Edition』に出演した[3]。
- 2020年 - 新型コロナウイルス感染症の感染拡大により、5月28日に中止が正式に発表された[4]。日時や出演アーティストは発表されていなかった。

無観客開催
- 2021年 - これまで7月もしくは8月に行われていたが、6月5日に開催することを発表[5]。当初は例年通り万博記念公園もみじ川芝生広場で開催される予定だったが、新型コロナウイルス感染症感染拡大に伴う緊急事態宣言を受けて、大阪府が大規模イベントの自粛を要請したことを受け、大阪城ホールに会場を移し無観客で開催した[5]。万博記念公園での観覧チケット当選者にはライブ配信のURLが行われたほか、例年通りスペースシャワーTVでの生中継も行われた[5]。